# Gà VP2
Gà VP2 là giống gà lai giữa gà trống thuộc giống gà Đông Tảo với gà mái thuộc gống gà Lương Phượng. Con trống có màu lông đỏ, đen. Con mái có màu lông nâu đất hoặc vàng đốm đen. Gà có màu nụ, da vàng. 

## Năng suất và hiệu quả kinh tế
Kết thúc nuôi thịt 12 tuần, tỷ lệ nuôi sống đạt 93-95%, khối lượng đạt 1,8 kg tiêu tốn thức ăn/kg tăng trọng 2,6 – 2,8 kg. Nuôi sau 15 tuần đạt 2,1 kg và cho lãi 1,8 triệu đồng/100 con. Sau 4 tháng nuôi thấy cho tỷ lệ sống cao (đạt 94,6%); tăng trọng nhanh (trọng lượng xuất chuồng đạt trung bình 2,2 kg/con). Chất lượng thịt thơm ngon, tỷ lệ thân thịt so với khối lượng sống trống VP2 đạt 72,62%, gà mái VP2 đạt 72,39%.
Nuôi sinh sản, tỷ lệ đẻ trứng trung bình đạt hơn 41%, một gà mái đến 50 tuần tuổi, sản lượng trứng đạt gần 90 quả, người nuôi thu lãi từ 3,6 đến 4,1 triệu đồng/100 gà mái. 